# Nebria
Nebria là một chi bọ cánh cứng thuộc họ Carabidae đặc hữu của miền Cổ bắc, Cận Đông và Bắc Phi. It contains the following subgenera và species:
- Boreonebria
  - Nebria frigida
  - Nebria heegeri
  - Nebria nivalis
  - Nebria rufescens
  - Nebria uralensis
- Eunebria
  - Nebria jockischii
  - Nebria merkliana
  - Nebria nigerrima
  - Nebria picicornis
  - Nebria psammodes
- Nebria
  - Nebria aetolica
  - Nebria andalusia
  - Nebria andarensis
  - Nebria attemsi
  - Nebria belloti
  - Nebria bosnica
  - Nebria brevicollis
  - Nebria carpathica
  - Nebria caucasica
  - Nebria crenatostriata
  - Nebria currax
  - Nebria dahlii
  - Nebria dejeanii
  - Nebria dilatata
  - Nebria eugeniae
  - Nebria fasciatopunctata
  - Nebria femoralis
  - Nebria fulviventris
  - Nebria fuscipes
  - Nebria ganglbaueri
  - Nebria genei
  - Nebria germari
  - Nebria hellwigii
  - Nebria heydenii
  - Nebria holtzi
  - Nebria hybrida
  - Nebria kratteri
  - Nebria lafresnayei
  - Nebria lareyniei
  - Nebria leonensis
  - Nebria orsinii
  - Nebria pazi
  - Nebria peristerica
  - Nebria posthuma
  - Nebria punctatostriata
  - Nebria reichii
  - Nebria reitteri
  - Nebria retrospinosa
  - Nebria rhilensis
  - Nebria rubicunda
  - Nebria rubripes
  - Nebria salina
  - Nebria sobrina
  - Nebria speiseri
  - Nebria storkani
  - Nebria tatrica
  - Nebria taygetana
  - Nebria tenella
  - Nebria testacea
  - Nebria tibialis
  - Nebria transsylvanica
  - Nebria vanvolxemi
  - Nebria velebiticola
  - Nebria vuillefroyi
- Nebriola
  - Nebria cordicollis
  - Nebria fontinalis
  - Nebria lariollei
  - Nebria laticollis
  - Nebria morula
  - Nebria pictiventris
- Paranebria
  - Nebria livida

## Hình ảnh

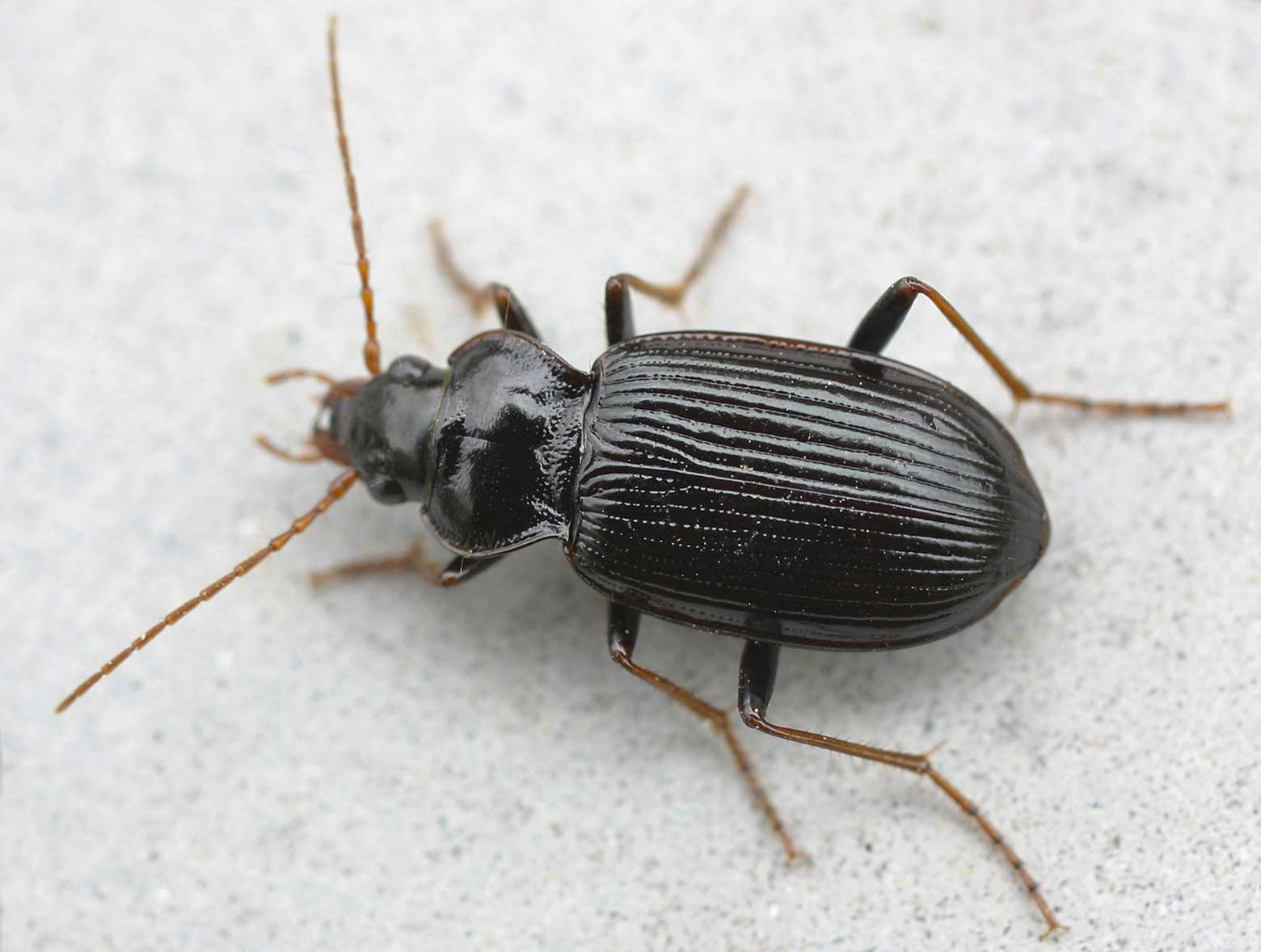
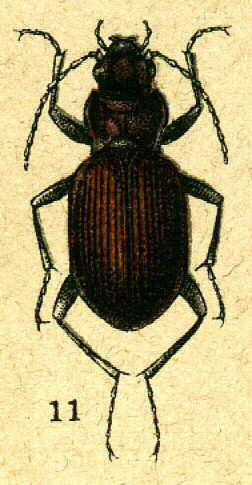
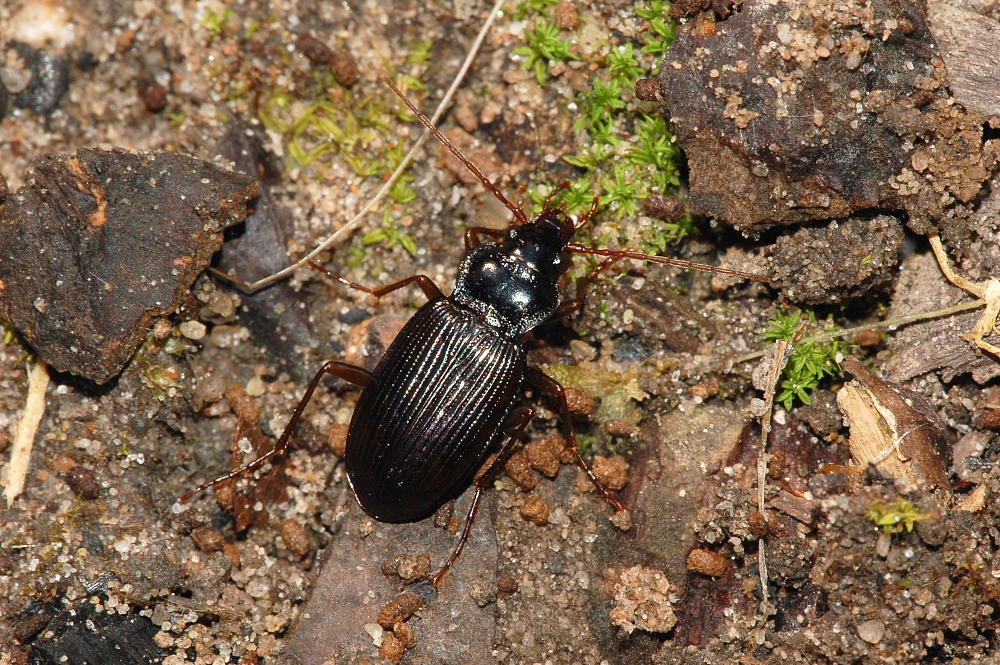
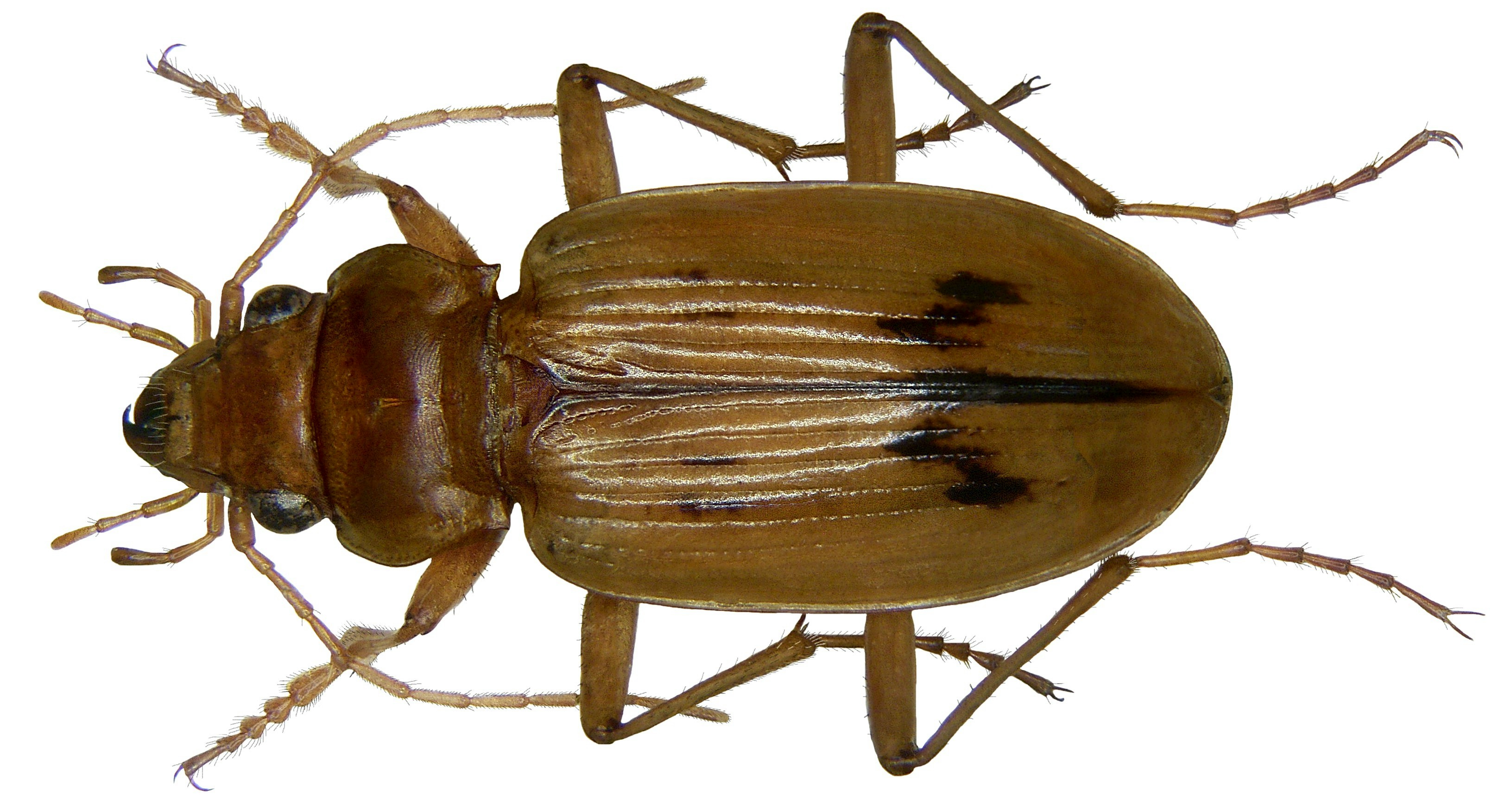